# ACU Arad
ACU Arad war ein rumänischer Sportverein aus Arad. Die Fußballabteilung spielte bis 2011 in der dritten rumänischen Fußballliga, der Liga III.

## Geschichte
Die Entstehungsgeschichte von ACU Arad hat drei unterschiedliche Stränge. Einerseits wurde im Jahr 1995 mit Universitatea Arad der Sportverein der Privatuniversität Universitatea de Vest Vasile Goldiș gegründet, zum anderen gab es in Arad zu diesem Zeitpunkt den unterklassigen Verein Motorul Arad. Außerdem hatte 1994 Astra Arad mit Aris Arad zu einem Verein fusioniert, der sich später Romtelecom Arad nannte. Anlässlich der Feierlichkeiten zum hundertjährigen Jubiläum des ersten offiziellen Fußballspiels auf dem Gebiet des heutigen Rumäniens trafen sich 1999 ehemalige Funktionäre von Astra Arad und beschlossen, ihren alten Verein wiederaufleben zu lassen. Zu diesem Zweck übernahmen George Albu, Ioan Todincă, Pavel Palcu, Ladislau „Șobi“ Ghiță, Ovidiu Păcurariu, Ioan Puie und Mircea Cernatari im selben Jahr die Führung des 1997 in die Viertklassigkeit abgestiegenen Vereins Motorul Arad. Dieser hatte seine Heimspiele in dem Stadionul Motorul in Aradul Nou ausgetragen und hatte seinen Sitz kurzfristig in das 50 km entfernte Socodor verlegen müssen. Die ersten Heimspiele der Saison 1999/2000 fanden in dem Stadion von Zădăreni auf, das nach der Auflösung von Petrolul Zădăreni leer stand, und 2000 gelang unter Trainer Marcel Cean der sofortige Aufstieg in die Divizia C. Im Sommer 2000 fusionierte Motorul Arad mit Universitatea Arad, das nach einem Jahr der Drittligazugehörigkeit sportlich abgestiegen war, zu einem neuen Verein namens Atletic Club Universitatea Astra Trinity Arad. In diesem Namen fanden sich mehrere Komponenten wieder: die Erinnerung an den am 25. August 1899 gegründeten Clubul Atletic Arad, die Universität Vasile Goldiș, welche ihre eigene Mannschaft aufgelöst hatte und ein wichtiger Sponsor des neuen Teams wurde, sowie die Güterwaggonfabrik, die nach ihrer Übernahme durch US-amerikanische Investoren inzwischen Astra Trinity hieß. Die Vereinsfarben waren weiß-blau, das neue Team trug seine Heimspiele im 8.000 Plätze fassenden Stadionul CFR-Astra aus und Trainer wurde der ehemalige Nationalspieler Marcel Coraș.
Bereits in der Rückrunde der Saison 2000/01 begann das Konstrukt zu bröckeln. Aufgrund der schwierigen Wirtschaftslage reduzierte die Güterwaggonfabrik nach und nach ihr finanzielles Engagement, so dass 2002 beschlossen wurde, diesem Ausstieg Rechnung zu tragen und den Vereinsnamen auf Atletic Club Universitatea Arad zu verkürzen. Nach einem vierten Rang in der Saison 2000/01 und einem dritten Rang 2001/02 schloss die Mannschaft die Spielzeit 2002/03 erneut auf dem dritten Platz ab. Sie durfte dennoch in die Divizia B aufsteigen, da diese von zwei auf drei Staffeln aufgestockt wurde. Nach dem Klassenerhalt 2004 verlor der Klub im September desselben Jahres seinen Trainer Marcel Coraș, der als Sportdirektor zum Ortsrivalen und Zweitligakonkurrenten UTA Arad wechselte. Neuer Trainer wurde Mircea Câmpean, unter dem im Oktober 2004 der einzige Saisonsieg errungen werden konnte. Câmpean trat am 24. März 2005 zurück und wurde durch den Abwehrspieler Mircea Aslău ersetzt, der die Rolle als Spielertrainer übernahm. Am Ende der Saison 2004/05 musste ACU wieder in die Divizia C absteigen. Dieser Abstieg bedeutete auch das Ende für das Stadionul CFR-Astra, dessen Abriss bereits 2003 von dem damaligen Arader Bürgermeister Dorel Popa ins Auge gefasst worden war und auch nach 2004 gegen den Willen der öffentlichen Meinung von dem neuen Bürgermeister Gheorghe Falcă befürwortet wurde. 2005 wurde der endgültige Entschluss gefasst und im Frühjahr 2006 erfolgten die Abrissarbeiten, die notwendig waren, um für einen Kaufland-Supermarkt Platz zu schaffen.
Obwohl nur wenig finanzielle Mittel vorhanden waren und die Universitatea de Vest Vasile Goldiș als einziger Sponsor übrig geblieben war, löste sich ACU Arad nicht auf und trat zur Saison 2005/06 unter der neuen aus Calafat stammenden Präsidentin Gheorghița „Geta“ Onu mit acht Strafpunkten wegen Nichterreichung der Mindestpunktzahl in der Vorjahressaison in der Divizia C an. Im Juli 2005 wurde mit dem Italiener Gian Pio del Monaco ein neuer Sportdirektor verpflichtet, der fünf italienische Geschäftsleute als Sponsoren für den Verein mitbringen wollte. Einen Tag vor Ende der Hinrunde wurde Mircea Aslău als Trainer abgesetzt und durch Gian Pio del Monaco ersetzt. In der Hinrunde und zu Beginn der Rückrunde fanden die Heimspiele noch im Stadionul CFR-Astra statt, bis auch dessen letzte Befürworter aus der Vereinsführung entfernt worden waren und der laufende Gerichtsprozess eingestellt wurde. ACU Arad zog daraufhin nach Aradul Nou in das von der Stadt notdürftig renovierte Stadionul Motorul um, das Platz für 500 Zuschauer bot und in der Zwischenzeit in Stadionul Municipal umbenannt worden war. Diese Spielzeit schloss ACU zwar auf dem letzten Platz ab, durfte aber dennoch in der Liga bleiben, da Dalmore Tricolorul Alparea, dem sportlichen Aufsteiger aus der Liga IV des Kreises Bihor, für 18.000 Euro das Startrecht abgekauft worden war. Neuer Trainer wurde Petre Grosu, der Torschützenkönig der Divizia A 1982/83, der aber nach sechs Wochen, in denen nur ein Punkt aus vier Ligaspielen erzielt werden konnte, wieder zurücktrat. Im September 2006 übernahm Ioan Herman, der 2003 Trainer bei Romvest Arad in der Divizia D gewesen war, das Amt des Cheftrainers bei ACU.
Nach einem Platz im Mittelfeld belegte der Verein in der Folgesaison in seiner Drittligastaffel den zweiten Rang hinter Unirea Sânnicolau Mare. In den Relegationsspielen setzte sich ACU gegen Gaz Metan Podari und Avântul Reghin durch und stieg somit im Jahr 2008 zum zweiten Male in die Liga II auf. Anfang Oktober 2008 wurde der 2007 verpflichtete Coach Mihai Roșca nach acht Spieltagen durch den bisherigen Co-Trainer Costel Bogoșel ersetzt, mit dem ACU die Saison 2008/09 auf dem 15. Platz beendete. Mit einem Heimsieg am letzten Spieltag gegen FC Bihor Oradea hätte der sportliche Klassenerhalt geschafft werden können. Nach dem Ende des 1:1 ausgegangenen Spiels gaben Spieler von FC Bihor zu Protokoll, dass es in der Halbzeitpause einen Bestechungsversuch gegeben hatte. Daraufhin gab der rumänische Fußballverband am 17. August 2009 bekannt, dass ACU trotz des Rückzugs von CF Liberty Oradea in die Liga III zwangsabsteigen müsse. Auch nach dem direkten Wiederaufstieg beendete die Mannschaft die Spielzeit 2010/11 auf einem Abstiegsplatz, so dass sich der Klub auf eine weitere Saison in der Liga III vorbereitete. Im Juli 2011 gab jedoch die Universitatea de Vest Vasile Goldiș ihren Rückzug als Sponsor bekannt. Nachdem sich kein anderer Investor gefunden hatte, stellte die Präsidentin Gheorghița Onu den Spielbetrieb daraufhin ein und meldete den Verein beim Verband ab. Dieser vergab den vakanten Platz in der Liga III daraufhin an Jiul Petroșani.

## Erfolge
- Aufstieg in die Liga II: 2003, 2008, 2010

## Ehemaliger Trainer
- Marcel Coraș (Sommer 2000 bis September 2004)
- Mircea Câmpean (2004 bis 24. März 2005)
- Mircea Aslău (24. März 2005 bis November 2005)
- Gian Pio del Monaco (November 2005 bis 2006)
- Petre Grosu (Juli 2006 bis August 2006)
- Ioan Herman (September 2006 bis 2007)
- Mihai Roșca (2007 bis Oktober 2008)
- Costel Bogoșel (Oktober 2008 bis Juli 2011)